# Кубок короля Фахда 1995
Кубок Короля Фахда 1995 года стал вторым и последним турниром с этим названием. ФИФА признала этот турнир и дала ему имя Кубок конфедераций. Кубок проходил в Саудовской Аравии в январе 1995 года. Победителем стала Дания, предыдущий обладатель Кубка Аргентина проиграла ей 0:2.

## Участники
- Саудовская Аравия — хозяйка турнира
- Аргентина — обладатель Кубка Америки по футболу 1993 года
- Нигерия — обладатель Кубка африканских наций 1994 года
- Дания — чемпион Европы по футболу 1992 года
- Мексика — обладатель Золотого кубка КОНКАКАФ 1993 года
- Япония — обладатель Кубка Азии по футболу 1992 года

## Стадион
Все матчи были сыграны на:
| Эр-Рияд             |
| ------------------- |
| Стадион им. Фахда   |
| Вместимость: 67 000 |

## Судьи
Список судей, обслуживавший Кубок Короля Фахда 1995:
| АФК Али Буджсаим (ОАЭ) КАФ Лим Ки Чонг (Маврикий) КОНКАКАФ Родриго Бадилла (Коста-Рика) | КОНМЕБОЛ Сальвадор Императоре Марконе (Чили) УЕФА Ион Крачунеску (Румыния) |

## Групповой этап

### Группа A
| Команда           | И | В | Н | П | МЗ | МП | РМ | О |
| ----------------- | - | - | - | - | -- | -- | -- | - |
| Дания             | 2 | 1 | 1 | 0 | 3  | 1  | +2 | 4 |
| Мексика           | 2 | 1 | 1 | 0 | 3  | 1  | +2 | 4 |
| Саудовская Аравия | 2 | 0 | 0 | 2 | 0  | 4  | −4 | 0 |

| Саудовская Аравия | 0:2 (0:0) | Мексика            |
| ----------------- | --------- | ------------------ |
|                   | Отчёт     | Л. Гарсия 65′, 82′ |

| Саудовская Аравия | 0:2 (0:1) | Дания                            |
| ----------------- | --------- | -------------------------------- |
|                   | Отчёт     | Б. Лаудруп 43′ · М. Вигхорст 90′ |

| Мексика       | 1:1 (1:0, 1:1, 1:1) (пен. 2:4) | Дания            |
| ------------- | ------------------------------ | ---------------- |
| Л. Гарсия 25′ | Отчёт                          | П. Расмуссен 48′ |

| Серия пенальти:                              |     |                                    |
| К. Суарес · Берналь · дель Ольмо · Л. Гарсия | 2:4 | Шёнберг · М. Лаудруп · Хёг · Рипер |

Примечание: Серия пенальти на групповом этапе между сборными Мексики и Дании проводилась для выявления победителя группы. Причиной явилось то, что к концу матча команды подошли с одинаковыми показателями в турнирной таблице.

### Группа B
| Команда   | И | В | Н | П | МЗ | МП | РМ | О |
| --------- | - | - | - | - | -- | -- | -- | - |
| Аргентина | 2 | 1 | 1 | 0 | 5  | 1  | +4 | 4 |
| Нигерия   | 2 | 1 | 1 | 0 | 3  | 0  | +3 | 4 |
| Япония    | 2 | 0 | 0 | 2 | 1  | 8  | −7 | 0 |

| Япония | 0:3 (0:1) | Нигерия                                    |
| ------ | --------- | ------------------------------------------ |
|        | Отчёт     | Амунеке 4′ · Адеподжу 55′ · Д. Амокачи 65′ |

| Япония    | 1:5 (0:2) | Аргентина                                                        |
| --------- | --------- | ---------------------------------------------------------------- |
| Миура 57′ | Отчёт     | Рамберт 31′ · Ортега 45′ · Батистута 47′, 86′ (пен.) · Чамот 54′ |

| Нигерия | 0:0 (0:0) | Аргентина |
| ------- | --------- | --------- |
|         | Отчёт     |           |

## Плей-офф

### Матч за 3 место
| Мексика        | 1:1 (1:1, 1:1, 1:1) (пен. 5:4) | Нигерия        |
| -------------- | ------------------------------ | -------------- |
| Р. Рамирес 20′ | Отчёт                          | Д. Амокачи 31′ |

| Серия пенальти:                                                 |     |                                                  |
| Гарсия Аспе · Л. Гарсия · Б. Галиндо · К. Эрмосильо · К. Суарес | 5:4 | Окоча · Адеподжу · Эгуавон · Амунеке · Бен Ироха |

### Финал
| Дания                                   | 2:0 (1:0) | Аргентина |
| --------------------------------------- | --------- | --------- |
| М. Лаудруп 8′ (пен.) · П. Расмуссен 75′ | Отчёт     |           |

| Кубок короля Фахда 1995 |
| Дания Первый титул      |

## Бомбардиры
| 3 мяча - Луис Гарсия 2 мяча - Габриэль Батистута - Петер Расмуссен - Дэниел Амокачи | 1 мяч - Хосе Чамот - Ариэль Ортега - Себастьян Рамберт - Бриан Лаудруп - Микаэль Лаудруп | 1 мяч (продолжение) - Мортен Вигхорст - Кадзуёси Миура - Рамон Рамирес - Мутиу Адеподжу - Эммануэль Амунеке |